# Mont Beiwudang
Le mont Beiwudang ou mont Beiwutang (chinois : 北武当山 ; pinyin : Běiwǔdāng Shān), également connu sou le nom de Zhenwu Shan est une montagne sacrée et un temple taoïste dans la région de Lüliang (Shanxi, Chine).
En raison de leur consonance proche et de leur caractéristique religieuse commune, cette montagne est souvent confondue avec le mont Wudang.